# Марко Крстић
Марко Крстић (Приштина, 14. фебруар 1987) српски је модни креатор. 

## Биографија
Дипломирао је на Факултету уметности  Универзитета у Новом Пазару, смер Модни дизајн. Његови модели су често еклектичног карактера, са елементима футуризма, конструктивизма, барока и рустике, као и етно мотивима. Кокетирајући са различитим материјалима и техникама, гради креације које комуницирају са савременим добом.
Учествовао је као стилиста у пројектима модног фотографа и редитеља Дејана Милићевића. 
Креирао је одећу за наступе домаћим естрадним уметницима Лепој Брени, Тијани Дапчевић, Тањи Савић, Селми Бајрами, Ани Севић, Маји Беровић, Мирјани Јестровић, Милици Тодоровић, Љупки Стевић, Дијани Јакшић, као и бугарским певачицама Џини Стоевој и Емануели.